# Swietłana Czimrowa
Swietłana Czimrowa, ros. Светлана Михайловна Чимрова (ur. 15 kwietnia 1996 w Moskwie) – rosyjska pływaczka, specjalizująca się w stylu motylkowym i dowolnym, wicemistrzyni świata i trzykrotna  wicemistrzyni Europy.
W 2011 roku zdobyła brązowy medal mistrzostw Europy juniorów na 50 m motylkiem. Rok później w tych mistrzostwach była pierwsza na 100 m delfinem i druga na dystansie o połowę krótszym.
W 2013 roku wywalczyła brązowy medal mistrzostw świata w Barcelonie w sztafecie 4 × 100 m stylem zmiennym (wspólnie z Juliją Jefimową, Darją Ustinową, Wieroniką Popową i Anną Biełousową).
W tym samym roku została mistrzynią Europy na krótkim basenie w Herning w kobiecej sztafecie 4 × 50 m stylem zmiennym (wspólnie z Darją Ustinową, Juliją Jefimową i Rozaliją Nasrietdinową) oraz w mieszanej sztafecie 4 × 50 m stylem zmiennym (wspólnie z Witalijem Mielnikowem, Juliją Jefimową i Władimirem Morozowem). Złote medale zostały odebrane po wykryciu stosowania dopingu przez Mielnikowa i Jefimową.
Na mistrzostwach świata w Budapeszcie w 2017 roku zdobyła srebrny medal w sztafecie 4 × 100 m stylem zmiennym i wraz z Anastasiją Fiesikową, Juliją Jefimową i Wieroniką Popową ustanowiła nowy rekord Europy (3:53,38).